# Павійський університет
Павійський університет (італ. Università degli Studi di Pavia, лат. Alma Ticinensis Universitas) — університет в місті Павія, один з найстаріших в Італії. Входить до Коїмбрської групи впливових європейських університетів. Усього в Павійському університеті налічується понад 1000 співробітників та понад 22 000 студентів.

## Історія
Освітні традиції в Павії існували здавна, адже про це згадується в едикті короля Італії Лотаря I ще в 825 році. Офіційний статус Павійський університет отримав за хартією імператора Карла IV 1361 року, цей рік вважається роком заснуванням університету. Велику роль у становленні університету зіграли міланські герцоги Вісконті, особливо Джан Галеаццо Вісконті, оскільки Павійський університет був єдиним у їхній державі. Університетські корпуси Колледжо Борромео і Колледжо Гіслієрі були побудовані в XVI столітті.
Серед викладачів університету були гуманіст Лоренцо Валла, фізик Алессандро Вольта, біолог Ладзаро Спаланцані, нобелівські лауреати Камілло Гольджі і Джуліо Натта, серед випускників варто згадати математика Джироламо Кардано, фізика Оттавіано Моссотті, правника Чезаре Беккаріу.

## Структура
Павійський університет поділяється на 9 факультетів і 5 коледжів (італ. collegio), які з 1997 року об'єднані в Університетський інститут вищих досліджень (Istituto Universitario di Studi Superiori):
- Факультет гуманітарних наук
- Факультет природничо-математичних і фізичних наук
- Факультет інженерної справи
- Факультет медицини
- Факультет музикознавства
- Факультет політичних наук
- Факультет права
- Факультет фармацевтики
- Факультет економіки
- Колледжо Борромео
- Колледжо Гіслієрі
- новий Колледжо
- Колледжо святої Катерини
- EDiSU

## Відомі випускники
- Ірен Кондачі — мальтійський лікар
- Елена Бонетті — італійська математикиня й політикиня